# Mariqueen Maandig
 (août 2025).
Si vous disposez d'ouvrages ou d'articles de référence ou si vous connaissez des sites web de qualité traitant du thème abordé ici, merci de compléter l'article en donnant les références utiles à sa vérifiabilité et en les liant à la section « Notes et références ».
Mariqueen Maandig, également appelée Mariqueen Maandig Reznor ou Mariqueen Reznor depuis son mariage, est une chanteuse américaine d'origine philippine, née le 5 avril 1981 aux Philippines. Elle est membre du groupe West Indian Girl de 2004 à 2009 et de How to Destroy Angels depuis 2010.
Elle est mariée avec Trent Reznor, leader de Nine Inch Nails et compositeur de musiques de film.

## Biographie
Mariqueen Maandig est la chanteuse de West Indian Girl de 2004 à 2009, participant aux deux premiers albums du groupe. L'annonce de son départ, postée sur le site du groupe, coïncide avec celle de ses fiançailles avec Trent Reznor. En 2010, elle forme, avec son époux et Atticus Ross (collaborateur de longue date de Reznor), le groupe How to Destroy Angels. Ils ont depuis réalisé deux EP et un album.